# Zeuxia brevicornis
Zeuxia brevicornis är en tvåvingeart som först beskrevs av Egger 1860.  Zeuxia brevicornis ingår i släktet Zeuxia och familjen parasitflugor. Inga underarter finns listade i Catalogue of Life.